# Monica Sheridan
Monica Sheridan (29 janvier 1912 - 22 avril 1993) est une experte de la gastronomie irlandaise, une journaliste et la première chef célèbre d'Irlande,.

## Enfance et famille
Monica Sheridan est née Monica Elizabeth Treanor au château d'Augher, dans le comté de Tyrone, le 29 janvier 1912. Ses parents sont Hugh Treanor et Mary Ann (née Devine). Son père est un éleveur prospère de bovins et de moutons. Elle a 6 sœurs, Kathleen, Agnes, Dympna, Eva, Eileen et Mannix, et 6 frères, Hugh, Gerald, Maurice, William, George et Walter.
Elle passe une grande partie de son temps avec son arrière-grand-mère maternelle centenaire avec qui elle apprend la cuisine et autres compétences domestiques. Son arrière-grand-mère vit dans une chaumière traditionnelle et a également transmis les traditions folkloriques du sud de l'Ulster à Sheridan. Sa mère et ses tantes de Sheridan sont toutes des cuisinières expertes, souvent en train de cuire et de conserver des fruits. Sheridan fréquente les écoles du couvent avec ses sœurs, mais de son propre aveu, elle était une élève médiocre. Elle est diplômée de l'University College Dublin avec un BA en français et en anglais.
En mai 1939, elle épouse un autre étudiant, Niall Sheridan. Il travaille à l'Agence de tourisme irlandaise en tant qu'officier de publicité internationale, ainsi qu'en tant que poète publié avec un large cercle littéraire comprenant Brian O'Nolan, Cyril Cusack et Donagh MacDonagh avec qui les Sheridans sont des amis proches. Le couple a une fille, Catherine (née en 1940). Ils vivent jusqu'au milieu des années 1970 au 7 de Vesci Terrace à Monkstown, puis ils déménagent à Park House, Ratoath, dans le comté de Meath. Sheridan meurt dans la maison de soins d'Ashcroft à Navan le 22 avril 1993 après une longue maladie. Elle est enterrée au cimetière de Glasnevin,.

## Carrière
À partir de 1962, Sheridan présente une série de cuisine en direct, la cuisine de Monica, au moment où Telefís Éireann commence à diffuser en tant que service national de télévision irlandais. L'ensemble est conçu par Bill McCrow, un architecte canadien. Même si la diffusion est en noir et blanc, le studio était décoré à la mode bleu canard et rose, dans lequel elle présente de nouveaux produits de cuisine. Elle est remarquée par ses manières et sa familiarité inconsciente, engageant le public de toutes les tranches démographiques. Elle a un mépris subversif pour les règles de la cuisine et de la façon dont la direction de Telefís Éireann pouvait considérer son sens de l'humour irrévérencieux et ses apartés imprévisibles. Elle se lèche les doigts en cuisine, horrifiant les traditionalistes et s'attirant un public plus jeune. Les repas qu'elle prépare sont donnés aux cadreurs et techniciens de studio. Toujours connue sous le seul prénom Monica à l'écran, elle figure sur d'autres programmes et est crédité pour avoir introduit l'Irlande des années 1960 à de nouveaux aliments tels que la quiche, la pizza et les pâtes,. Il est suggéré que la première mention de pizza a été faite par Sheridan dans The Irish Times en avril 1956.
En 1963, elle remporte le Jacob's Award pour avoir « mis de la personnalité dans la cuisine ». Elle continue à la télévision jusqu'en 1965, quand elle abandonne en faveur de Home for tea, le programme remplaçant la cuisine de Monica. Elle est licenciée après être apparu dans une publicité télévisée faisant la promotion du bacon irlandais pour la Commission des porcs et du bacon, cette apparence n'étant pas autorisée par Telefís Éireann. Sheridan parle ouvertement de ce qu'elle croyait être une campagne alimentaire d'importance nationale, et la controverse qui a suivi a entraîné sa réintégration rapide à la télévision. De nombreuses sources affirment que c'est l'habitude de Sheridan de se lécher les doigts qui a conduit à son licenciement,,.
Sheridan a écrit pour de nombreuses publications, dont Creation and Gourmet et The Irish Times. Elle a publié un certain nombre de livres de cuisine qui sont devenus des classiques, Monica's kitchen (1963), The art of Irish cooking (1964), and My Irish cookbook (1965). Ils ont le même style humoristique et informel que ses programmes de télévision. Elle est citée In Ireland long ago (1962) de Kevin Danaher comme une influence sur ses livres, à cause de ses souvenirs d'avoir grandi dans le comté rural de Tyrone sans sentimentalité.